# Ministère de la Justice (Danemark)
Pour les articles homonymes, voir Ministère de la Justice.
Le ministère de la Justice (en danois : Justitsministeriet) est un ministère danois qui supervise le système judiciaire du pays. Il est dirigé par Peter Hummelgaard Thomsen depuis le 15 décembre 2022.

## Organisation
Le ministère gère la police du Danemark depuis la création de cette police d’État en 1919.

## Liste des ministres
| Nom | Nom                       | Gouvernement                                                                   | Début du mandat   | Fin du mandat     |
| --- | ------------------------- | ------------------------------------------------------------------------------ | ----------------- | ----------------- |
|     | Niels Busch-Jensen        | Vilhelm Buhl II                                                                | 5 mai 1945        | 7 novembre 1945   |
|     | Aage Elmquist             | Knud Kristensen                                                                | 7 novembre 1945   | 13 novembre 1947  |
|     | Niels Busch-Jensen        | Hans Hedtoft I                                                                 | 13 novembre 1947  | 25 février 1950   |
|     | Karl Kristian Steincke    | Hans Hedtoft I et II                                                           | 25 février 1950   | 30 octobre 1950   |
|     | Helga Pedersen            | Erik Eriksen                                                                   | 30 octobre 1950   | 30 septembre 1953 |
|     | Hans Erling Hækkerup      | Hans Hedtoft III, H. C. Hansen I et II Viggo Kampmann I et II Jens Otto Krag I | 30 septembre 1953 | 26 septembre 1964 |
|     | K. Axel Nielsen           | Jens Otto Krag II                                                              | 26 septembre 1964 | 2 février 1968    |
|     | Knud Thestrup             | Hilmar Baunsgaard                                                              | 2 février 1968    | 11 octobre 1971   |
|     | K. Axel Nielsen           | Jens Otto Krag III et Anker Jørgensen I                                        | 11 octobre 1971   | 27 septembre 1973 |
|     | Karl Hjortnæs             | Anker Jørgensen I                                                              | 27 septembre 1973 | 19 décembre 1973  |
|     | Nathalie Lind             | Poul Hartling                                                                  | 19 décembre 1973  | 13 février 1975   |
|     | Orla Møller               | Anker Jørgensen II                                                             | 13 février 1975   | 1er octobre 1977  |
|     | Erling Jensen             | Anker Jørgensen II                                                             | 1er octobre 1977  | 30 août 1978      |
|     | Nathalie Lind             | Anker Jørgensen III                                                            | 30 août 1978      | 26 octobre 1979   |
|     | Henning Rasmussen         | Anker Jørgensen IV                                                             | 26 octobre 1979   | 20 janvier 1981   |
|     | Ole Espersen              | Anker Jørgensen IV et V                                                        | 20 janvier 1981   | 10 septembre 1982 |
|     | Erik Ninn-Hansen          | Schlüter I, II et III                                                          | 10 septembre 1982 | 10 janvier 1989   |
|     | Hans Peter Clausen        | Schlüter III                                                                   | 10 janvier 1989   | 5 octobre 1989    |
|     | Hans Engell               | Schlüter III et IV                                                             | 5 octobre 1989    | 25 janvier 1993   |
|     | Pia Gjellerup             | Nyrup Rasmussen I                                                              | 25 janvier 1993   | 29 mars 1993      |
|     | Erling Olsen              | Nyrup Rasmussen I                                                              | 29 mars 1993      | 27 septembre 1994 |
|     | Bjørn Westh               | Nyrup Rasmussen II                                                             | 27 septembre 1994 | 30 décembre 1996  |
|     | Frank Jensen              | Nyrup Rasmussen III et IV                                                      | 30 décembre 1996  | 27 novembre 2001  |
|     | Lene Espersen             | Fogh Rasmussen I, II et III                                                    | 27 novembre 2001  | 10 septembre 2008 |
|     | Brian Mikkelsen           | Fogh Rasmussen III Løkke Rasmussen I                                           | 10 septembre 2008 | 23 février 2010   |
|     | Lars Barfoed              | Løkke Rasmussen I                                                              | 23 février 2010   | 3 octobre 2011    |
|     | Morten Bødskov            | Thorning-Schmidt I                                                             | 3 octobre 2011    | 12 décembre 2013  |
|     | Karen Hækkerup            | Thorning-Schmidt I et II                                                       | 12 décembre 2013  | 10 octobre 2014   |
|     | Mette Frederiksen         | Thorning-Schmidt II                                                            | 10 octobre 2014   | 28 juin 2015      |
|     | Søren Pind                | Løkke Rasmussen II                                                             | 28 juin 2015      | 28 novembre 2016  |
|     | Søren Pape Poulsen        | Løkke Rasmussen III                                                            | 28 novembre 2016  | 27 juin 2019      |
|     | Nick Hækkerup             | Frederiksen I                                                                  | 27 juin 2019      | 2 mai 2022        |
|     | Mattias Tesfaye           | Frederiksen I                                                                  | 2 mai 2022        | 15 décembre 2022  |
|     | Peter Hummelgaard Thomsen | Frederiksen II                                                                 | 15 décembre 2022  | en cours          |